# Geobenazzia tyrrhenica
Geobenazzia tyrrhenica ist eine Art der Landplanarien. Die Art ist der einzige Vertreter der Gattung Geobenazzia. Sie wurde auf der italienischen Insel Elba gefunden.

## Merkmale
Geobenazzia tyrrhenica ist eine kleine Landplanarie mit einer Länge von 4,5 Millimetern. Sie ist stark pigmentiert und weist konserviert eine fast schwarze Färbung auf. Einzige Ausnahme bildet die weißliche Kriechsohle, die ungefähr die Hälfte der Bauchseitenbreite ausmacht.
Die innere Anatomie Geobenazzia ähnelt derjenigen der Gattung Othelosoma, der größte Unterschied besteht im Vorhandensein eines Adenodaktyls, einer penisartigen Struktur im Kopulationsapparat. Im männlichen Bereich befindet sich ein großes Samenvesikel und eine Penispapille. Zum weiblichen Bereich gehört eine Bursa copulatrix, die mit einem Kanal mit der Vagina verbunden ist. Zudem ist ein Kanal vorhanden, der das weibliche Atrium genitale mit dem Intestinum verbindet.